# Stadio Diana
Lo stadio Diana è il campo sportivo comunale della città di Osimo nelle Marche, dove gioca le sue partite casalinghe l'Osimana.

## Storia
La storia del Diana è molto antica: risale al 1867 quando il Comune fece spianare i campi a oriente di Porta Vaccaro, in via Olimpia, nel quartiere di San Marco, per creare un campo per le esercitazioni militari. Tale area prese il nome di Campo di Marte e si trovava esattamente dove adesso c'è il terreno di gioco, ma poiché il presidio militare se ne andò da Osimo, l'opera non fu completata. Nel 1924 la Società dei Cacciatori lo acquistò per trasformarlo in campo di tiro a volo e lo chiamò Diana. Poco dopo venne comprato dal Comune per 210.000 lire e usato per le gare sportive. Nel 1961 venne risistemato e ampliato con due campi da tennis, uno da basket, una pista podistica e varie pedane.
Nel 1979 venne costruita la tribuna coperta, inaugurata il 2 dicembre con l'incontro Osimana - Cassino (Serie C2). Oggi lo stadio Diana è costituito da una tribuna coperta, legata a due gradinate e una curvetta per una capienza totale di 2.000 spettatori, inoltre c'è un settore ospiti.
Nel 2019 avviene il restyling per permettere lavori di adeguamento resi necessari dalle nuove normative in materia di sicurezza. I lavori pertanto hanno riguardato le uscite di sicurezza e la nuova recinzione tra campo di gioco e tribuna, posta a un metro e mezzo dai gradoni.
Gli incassi più importanti furono realizzati negli anni in cui l'Osimana partecipò al campionato di Serie C2. Il record assoluto di spettatori risale alla partita Osimana - Anconitana del 25 marzo 1979, quando la presenza di 5.000 tifosi permise di incassare 20 milioni di lire. Per la cronaca, l'incontro terminò 2 a 1 per l'Osimana con reti di Adriano Polenta e Marco Carlini.